# Egira curialis
Egira curialis är en fjärilsart som beskrevs av Augustus Radcliffe Grote 1873. Egira curialis ingår i släktet Egira och familjen nattflyn. Inga underarter finns listade i Catalogue of Life.